# Family Affair (MC Hammer)
Family Affair è un album di studio di MC Hammer, pubblicato nell'estate del 1998.
Il disco vendette alla fine poco più di 500 copie, ed è ora un oggetto per collezionisti.

## Tracce

### CD 1
1. Put It Down
2. Put Some Stop In Your Game
3. Big Man
4. Set Me Free
5. Our God
6. Responsible Father Shout
7. He Brought Me Out
8. Geeman Intro
9. Eye's Like Mine
10. Never Without You
11. Praise Dance Theme Song
12. Shame Of The Name

### CD 2
1. Smoothout Intro
2. Unconditional Luv
3. Keep On
4. Teebag Intro
5. Silly Heart
6. I Wish U Were Free
7. Common Unity Intro
8. Someone Hold to You
9. Pray
10. Shouts (Part. 1)
11. Let's Get It Started
12. Shouts (Part. 2)
13. Hammer Music
14. Tour Info